# 덕혜 (드라마)
《덕혜》는 문화방송의 8.15 특집드라마이다.

## 출연
- 이혜숙 - 덕혜옹주
- 이낙훈 - 고종
- 전광렬
- 최불암
- 김동현
- 박종관
- 정승호
- 서갑숙
- 김서라
- 조현숙
- 안해숙
- 김홍석
- 이상숙